# دستبافت‌های عشایری و روستایی فارس
دستبافت‌های عشایری و روستایی فارس کتابی از سیروس پرهام است که در سال ۱۳۷۱ منتشر و در مراسم کتاب سال جمهوری اسلامی ایران به‌عنوان کتاب شایسته تقدیر معرفی شد.